# Myōkō (Stadt)
Myōkō (jap. 妙高市 Myōkō-shi) ist eine Stadt in der Präfektur Niigata in Japan.

## Geographie
Myōkō liegt südlich von Jōetsu und nördlich von Nagano.

## Geschichte
Die Stadt Myōkō wurde am 1. April 2005 aus der Shi Arai, dem Chō Myōkōkōgen und dem Mura Myōkō gegründet. Der Name der neuen Stadt kommt nur indirekt von dem Dorf, sondern bezieht sich auf den 2.454 m hohen Berg Myōkō.

## Verkehr
- Straße:
  - Jōshinetsu-Autobahn
  - Nationalstraße 18: nach Takasaki
  - Nationalstraße 292
- Eisenbahn:
  - JR Shinetsu-Hauptlinie

## Angrenzende Städte und Gemeinden
- Präfektur Niigata
  - Itoigawa
  - Jōetsu
- Präfektur Nagano
  - Nagano
  - Iiyama
  - Shinano
  - Otari

## Städtepartnerschaften

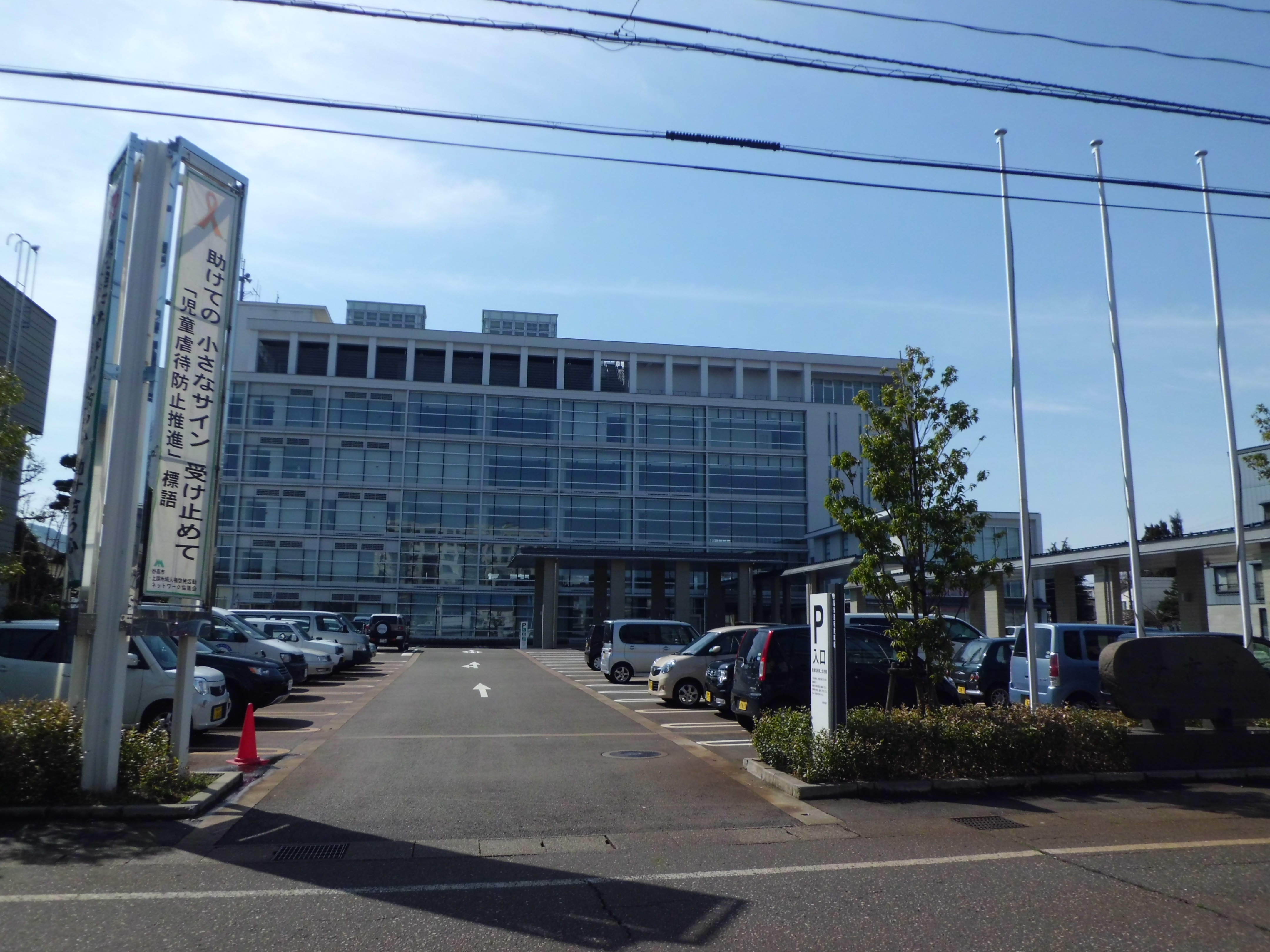
Rathaus

- Schruns, Tschagguns (seit 2004), ursprünglich mit dem Mura Myōkō[1]
- Zermatt

## Söhne und Töchter der Stadt
- Homare Kishimoto (* 1980), Skispringer
- Takashi Kitamura (* 1977 im damaligen Myōkōkōgen), Nordischer Kombinierer
- Yukio Mochizuki (* 1971), Biathlet
- Reruhi Shimizu (* 1993), Skispringer
- Mie Takeda (* 1976 im damaligen Myōkōkōgen), Biathletin
- Haruka Kokai (* 2003), Langstreckenläuferin